# Special Olympics Indien

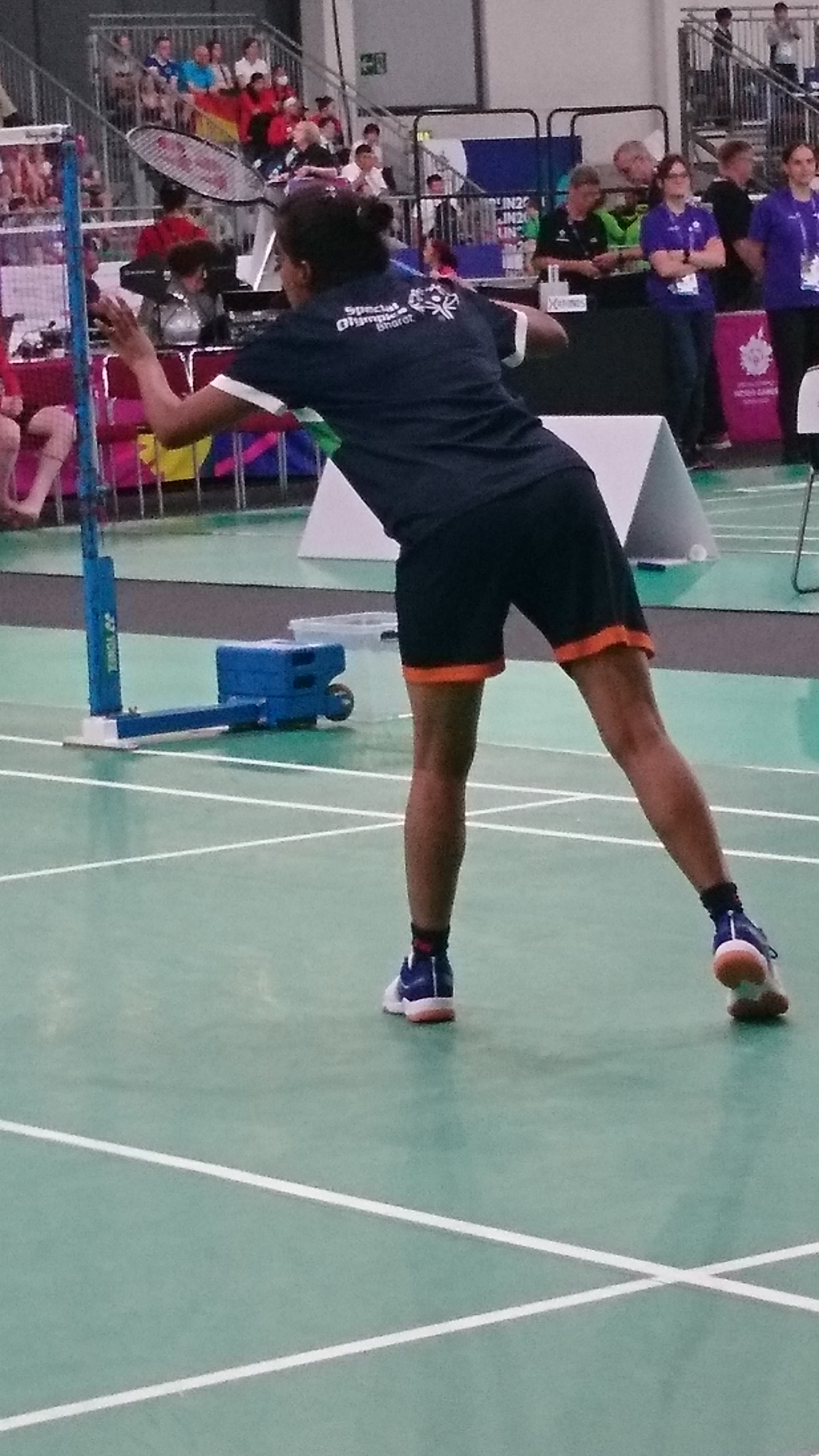
Indische Badminton-Athletin, Klassifizierungsspiel bei den Special Olympics World Summer Games 2023, Berlin

Special Olympics Indien, international als Special Olympics Bharat bekannt, ist ein Verband von Special Olympics International mit Sitz in Neu-Delhi. Sein Ziel ist, Menschen mit geistiger Beeinträchtigung im ganzen Jahr Sporttraining und Wettkämpfe anzubieten. Durch den Sport können sie ihren Mut unter Beweis stellen, sich fit halten, sich in eine Gemeinschaft integrieren und Freundschaften zu anderen Athleten knüpfen. Special Olympics Bharat betreut auch das indische Team bei nationalen und internationalen Special Olympics Wettbewerben.

## Geschichte
1988 begann das Special Olympics Programm in Indien unter dem Namen Special Olympics India mit Sitz im Mumbai, damals waren um die 10.000 Athletinnen und Athleten registriert. Schon ein Jahr davor nahmen erstmals indische Athletinnen und Athleten an Special Olympics World Games teil.
Unter dem Luftwaffenoffizier a. D. Denzil Keelor wurde der Sitz des Verbandes nach Neu-Delhi verlegt und 2001 offiziell unter dem Namen Special Olympics Bharat registriert. 2004 waren 28.652 Athletinnen und Athleten sowie 1860 Trainer aus 22 indischen Bundesstaaten in dem Verband eingeschrieben. 2006 erkannte das indische Ministerium für Jugend und Sport Special Olympics Bharat als National Sports Federation (Nationaler Sportverband) an. Dem Verband war es mit der Unterstützung von mehreren Politikern möglich, 2003 ein indisches Team zu den Special Olympic World Summer Games in Irland zu schicken. Diese Unterstützung gewährte das Ministerium für Jugend und Sport von da an jedes Mal für die Teilnahme an den Weltspielen und die entsprechenden Trainingsphasen davor. Außerdem wird allen Gewinnern von internationalen Special Olympics Wettkämpfen von der indischen Regierung seit Januar 2015 ein Preisgeld ausgezahlt, um ihre Leistungen anzuerkennen.
Heute hat Special Olympics Bharat 1.443.462 registrierte Athletinnen und Athleten aus 28 Staaten Indiens. 80 % von ihnen stammen aus armen Familien. 10 bis 15 % haben mehrfache Beeinträchtigungen und die meisten von ihnen sind unterernährt. 90.968 Menschen arbeiten als Freiwillige bei Special Olympics Bharat mit.

## Aktivitäten
Special Olympics Bharat bietet folgende Sportarten an: Alpinski, Badminton, Basketball, Boccia, Bowling, Cheerleading, Cricket, Eiskunstlauf, Eisschnelllauf, Floor Ball, Floor Hockey, Fußball, Golf, Gymnastik, Handball, Judo, Kabaddi (ein asiatischer Mannschaftssport), Kayak, Kho-kho, Kraftdreikampf, Leichtathletik, Netzball, Reiten, Roller Skating, Schneeschuhlaufen,  Schwimmen, Segeln, Skilanglauf, Snowboarding, Softball, Tanz, Tischtennis, Tennis, Triathlon und Volleyball.
Der Verband nimmt an mehreren Programmen von Special Olympics International teil, darunter sind Unified Sports, Healthy Athletes, Athlete Leadership und Young Ahtletes.

### Teilnahme an vergangenen Weltspielen

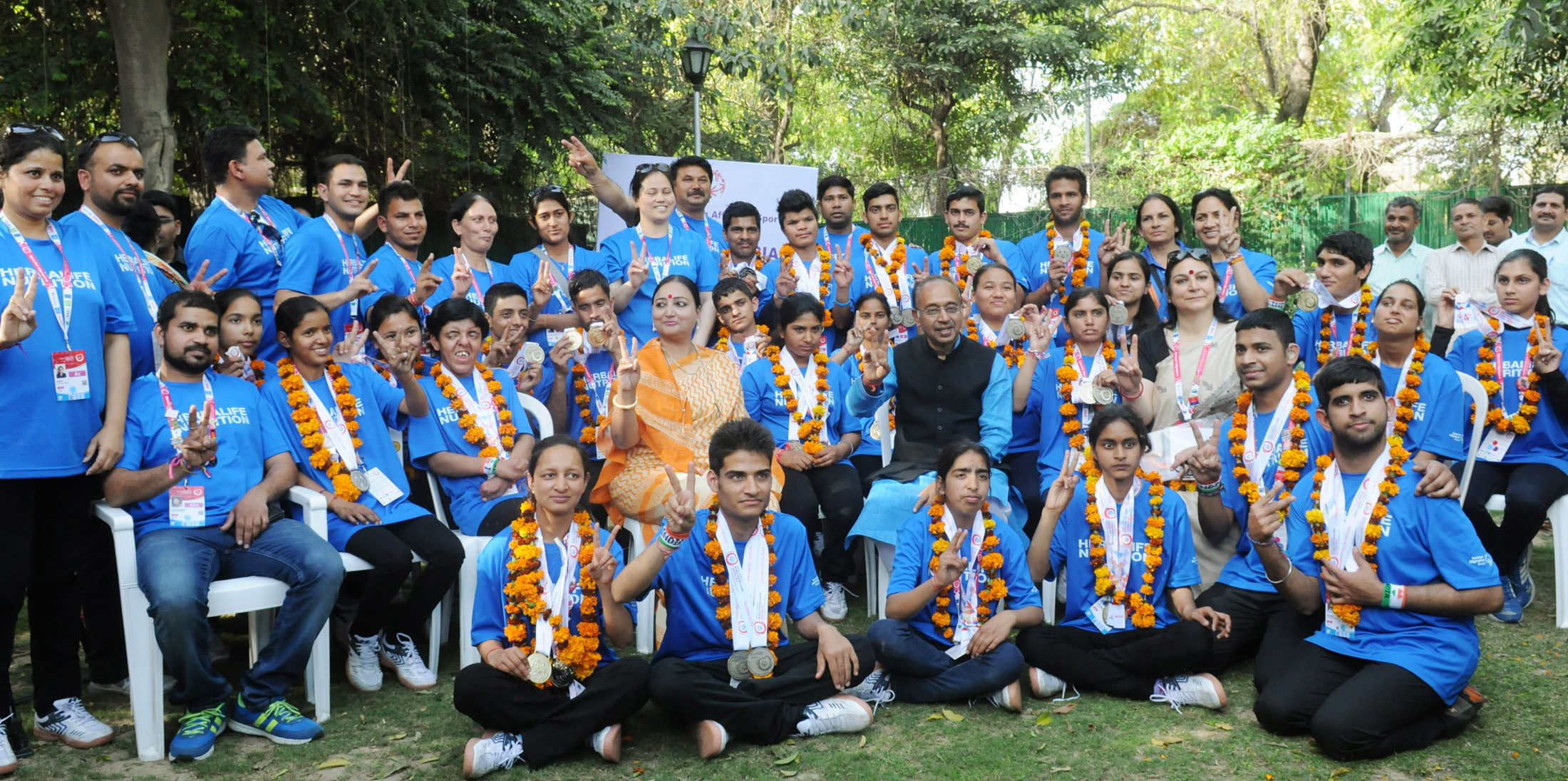
Das Team von Special Olympics Bharat mit dem Sportminister Vijay Goel nach den World Winter Games 2017 in Österreich

- 1987 Special Olympics World Summer Games, South Bend, USA (11 Athletinnen und Athleten)
- 1991 Special Olympics World Summer Games, Minneapolis, USA (25 Athletinnen und Athleten)
- 1993 Special Olympics World Winter Games, Salzburg/Schladming, Österreich (12 Athletinnen und Athleten)
- 1995 Special Olympics World Summer Games, New Haven, USA (72 Athletinnen und Athleten)
- 1999 Special Olympics World Summer Games, Raleigh/Durham/Chapel Hill, USA (19 Athletinnen und Athleten)
- 2001 Special Olympics World Winter Games, Anchorage, USA (12 Athletinnen und Athleten)
- 2003 Special Olympics World Summer Games, Dublin/Belfast, Irland (81 Athletinnen und Athleten)
- 2005 Special Olympics World Winter Games, Nagano, Japan (16 Athletinnen und Athleten)
- 2007 Special Olympics World Summer Games, Shanghai, China (137 Athletinnen und Athleten)
- 2009 Special Olympics World Winter Games, Boise, USA
- 2011 Special Olympics World Summer Games, Athen (184 Athletinnen und Athleten)
- 2013 Special Olympics World Winter Games, PyeongChang, Südkorea (57 Athletinnen und Athleten)
- 2015 Special Olympics World Summer Games, Los Angeles, USA (214 Athletinnen und Athleten)
- 2017 Special Olympics World Winter Games, Graz-Schladming-Ramsau, Österreich (89 Athletinnen und Athleten)
- 2019 Special Olympics World Summer Games, Abu Dhabi, Vereinigte Emirate (292 Athletinnen und Athleten)[5]

### Teilnahme an den Special Olympics World Summer Games 2023 in Berlin
Der Verband Special Olympics Bharat nahm an den Special Olympics World Summer Games 2023 in Berlin teil. Die indische Delegation wurde vor den Spielen im Rahmen des Host Town Programs von Frankfurt am Main betreut und bestand aus 300 Personen. Damit war sie die größte anreisende Delegation. Das Team gewann bei diesen Weltspielen 42 Gold-, 44 Silber- und 27 Bronzemedaillen.

### Teilnahme an Weltspielen nach 2023
- 2025 Special Olympics World Winter Games, Turin, Italien (30 Athletinnen und Athleten)[9]